# علیک (زاوه)
علیک روستایی در دهستان سلیمان بخش سلیمان شهرستان زاوه استان خراسان رضوی ایران است. بر پایه سرشماری عمومی نفوس و مسکن در سال ۱۳۹۰ جمعیت این روستا ۱٬۶۵۸ نفر (در ۴۷۲ خانوار) بوده است.